# LaPhonso Ellis
LaPhonso Darnell Ellis (East St. Louis, 5 maggio 1970) è un ex cestista statunitense, professionista nella NBA.

## Carriera
È stato selezionato dai Denver Nuggets al primo giro del Draft NBA 1992 (5ª scelta assoluta).

## Statistiche

### College
| Anno      | Squadra             | PG | PT | MP   | TC%  | 3P%  | TL%  | RP   | AP  | PRP | SP  | PP   |
| --------- | ------------------- | -- | -- | ---- | ---- | ---- | ---- | ---- | --- | --- | --- | ---- |
| 1988-1989 | Notre Dame F. Irish | 27 | 25 | 30,3 | 56,3 | 100  | 68,4 | 9,4  | 1,1 | 0,8 | 2,0 | 13,5 |
| 1989-1990 | Notre Dame F. Irish | 22 | -  | 32,4 | 51,1 | 33,3 | 67,5 | 12,6 | 1,5 | 1,0 | 1,7 | 14,0 |
| 1990-1991 | Notre Dame F. Irish | 15 | -  | 33,0 | 57,3 | 47,1 | 71,6 | 10,5 | 1,7 | 0,7 | 1,6 | 16,4 |
| 1991-1992 | Notre Dame F. Irish | 33 | -  | 36,2 | 63,1 | 44,4 | 65,5 | 11,7 | 1,5 | 1,1 | 2,6 | 17,7 |
| Carriera  | Carriera            | 97 | 25 | 33,2 | 57,7 | 45,5 | 67,5 | 11,1 | 1,5 | 0,9 | 2,1 | 15,5 |

### NBA

#### Regular Season
| Anno      | Squadra            | PG  | PT  | MP   | TC%  | 3P%  | TL%  | RP  | AP  | PRP | SP  | PP   |
| --------- | ------------------ | --- | --- | ---- | ---- | ---- | ---- | --- | --- | --- | --- | ---- |
| 1992-1993 | Denver Nuggets     | 82  | 82  | 33,5 | 50,4 | 15,4 | 74,8 | 9,1 | 1,8 | 0,9 | 1,4 | 14,7 |
| 1993-1994 | Denver Nuggets     | 79  | 79  | 34,2 | 50,2 | 30,4 | 67,4 | 8,6 | 2,1 | 0,8 | 1,0 | 15,4 |
| 1994-1995 | Denver Nuggets     | 6   | 0   | 9,7  | 36,0 | -    | 100  | 2,8 | 0,7 | 0,2 | 0,8 | 4,0  |
| 1995-1996 | Denver Nuggets     | 45  | 28  | 28,2 | 43,8 | 18,2 | 60,1 | 7,2 | 1,6 | 0,8 | 0,7 | 10,5 |
| 1996-1997 | Denver Nuggets     | 55  | 49  | 36,4 | 43,9 | 36,7 | 77,3 | 7,0 | 2,4 | 0,8 | 0,7 | 21,9 |
| 1997-1998 | Denver Nuggets     | 76  | 71  | 33,9 | 40,7 | 28,4 | 80,5 | 7,2 | 2,8 | 0,9 | 0,6 | 14,3 |
| 1998-1999 | Atlanta Hawks      | 20  | 20  | 27,0 | 42,1 | 20,0 | 70,5 | 5,5 | 0,9 | 0,4 | 0,4 | 10,2 |
| 1999-2000 | Atlanta Hawks      | 58  | 8   | 22,6 | 45,0 | 14,3 | 69,5 | 5,0 | 1,0 | 0,6 | 0,4 | 8,4  |
| 2000-2001 | Minnesota T'wolves | 82  | 5   | 23,8 | 46,4 | 31,8 | 79,0 | 6,0 | 1,1 | 0,8 | 0,9 | 9,4  |
| 2001-2002 | Miami Heat         | 66  | 14  | 25,5 | 41,8 | 30,6 | 63,1 | 4,3 | 0,8 | 0,5 | 0,6 | 7,1  |
| 2002-2003 | Miami Heat         | 55  | 3   | 14,3 | 38,2 | 25,2 | 75,8 | 2,9 | 0,3 | 0,3 | 0,3 | 5,0  |
| Carriera  | Carriera           | 624 | 359 | 28,2 | 45,2 | 30,2 | 73,0 | 6,5 | 1,6 | 0,7 | 0,8 | 11,9 |

#### Playoffs
| Anno     | Squadra            | PG | PT | MP   | TC%  | 3P%  | TL%  | RP  | AP  | PRP | SP  | PP   |
| -------- | ------------------ | -- | -- | ---- | ---- | ---- | ---- | --- | --- | --- | --- | ---- |
| 1994     | Denver Nuggets     | 12 | 12 | 36,3 | 47,9 | 50,0 | 70,4 | 8,1 | 2,2 | 0,8 | 0,9 | 14,8 |
| 2001     | Minnesota T'wolves | 4  | 0  | 19,3 | 39,1 | 0,0  | 75,0 | 3,5 | 0,0 | 0,3 | 0,8 | 6,0  |
| Carriera | Carriera           | 16 | 12 | 32,1 | 46,7 | 42,9 | 71,0 | 6,9 | 1,6 | 0,6 | 0,9 | 12,6 |

## Palmarès
- McDonald's All-American Game (1988)
- NBA All-Rookie First Team (1993)